# 蓝矶鸫
蓝矶鸫（学名：Monticola solitarius）为鶲科矶鸫属的鸟类，俗名亚东蓝石鸫、水嘴、麻石青。這種類似鶇科的舊世界鶲科，曾經被歸類於鶇科家族。它在南歐、西北非以及從中亞到中國北部和馬來西亞繁殖。藍磯鶇是馬爾他的官方國鳥（其馬爾他語名稱為Merill），並曾出現在該國的Lm 1硬幣上，這是馬爾他以前的貨幣之一。

## 分類學
藍磯鶇由卡爾·林奈於1758年在他著作《自然系統第十版》自然系統中以雙名法命名為Turdus solitarius。 其學名源自拉丁文，Monticola 來自 mons, montis "山"，colere "居住"，而種小名solitarius意指"孤獨的"。
矶鶇屬（Monticola）曾經被歸類於鶇科，但分子系統發生學研究顯示該屬物種與舊世界鶲科成員關係更密切。
目前已確認有五個亞種：
- M. s. solitarius（林奈，1758年） – 西北非、南歐、土耳其北部至喬治亞與亞塞拜然。
- 蓝矶鸫藏西亚种 M. s. longirostris（布萊思，1847年） – 希臘、西部和南部土耳其，經中東至西北喜馬拉雅山脈，延伸至東北非和印度。在中国大陆，分布于西藏等地。该物种的模式产地在印度。[9]
- 蓝矶鸫华南亚种 M. s. pandoo（賽克斯，1832年） – 中部喜馬拉雅山脈至中國東部，越南北部，至大巽他群島。在中國分布于台湾以及甘肃、陕西、四川、湖北、湖南、江苏、浙江、福建、广东、海南、广西、贵州、云南、西藏、新疆等地。该物种的模式产地在印度Ghats。[10]
- 蓝矶鸫华北亚种 M. s. philippensis（米勒，1776年） – 東蒙古至薩哈林，南至日本，極北的菲律賓和中國東北，直至印尼。在中國分布於台湾以及内蒙古、东北、河北、河南、山西、山东、四川、云南、贵州、安徽、江西、江苏、住家、福建、广东、海南等地。该物种的模式产地在菲律宾。[11]
- M. s. madoci（查森，1940年） –馬來半島和蘇門答臘北部。

有提議將Monticola solitarius分成兩個物種：西部種群包含M. s. solitarius和M. s. longirostris，東部種群包含M. s. philippensis、M. s. pandoo和M. s. madoci。

## 描述
藍磯鶇是一種椋鳥大小的鳥，體長21—23 cm（8.3—9.1英寸），喙細長。指名亞種的繁殖期雄鳥顏色明顯，全身藍灰色羽毛，只有翅膀較深。 雌鳥和未成熟鳥的上身為深棕色，下身則有較淺的棕色鱗狀紋。M. s. philippensis亞種的雄鳥從中胸到尾下部為紅棕色羽毛。 兩性均無矶鶇外側尾羽的紅色。
雄鳥的叫聲清晰悅耳，類似於矶鶇的叫聲，但音量更大。

## 分佈與棲地
分布于广布于欧洲南部、非洲北部和中部、亚洲中部和南部、北部自西伯利亚东南隅、向南至朝鲜、日本、东南亚以至马来西亚和菲律宾以及中国东北与中部、亦见于新疆及西藏等地，夏季一般栖息于多岩的山地或河岸上、冬时多在开阔的平原以及常见于住家屋顶、城墙巅处、古塔、废墟等处。该物种的模式产地在意大利。
歐洲、北非和東南亞的藍磯鶇多為留鳥，僅在高度變化時移動。其他亞洲種群較為候鳥性，冬季遷徙至撒哈拉以南非洲、印度和東南亞。這種鳥在北歐和西歐很少見，僅在北美被記錄到兩次：一次在1997年的不列顛哥倫比亞省，另一次是在2024年的俄勒岡州。

## 行為
藍磯鶇在開放的山地區域繁殖，牠們在岩石洞穴和牆壁上築巢，通常產下3-5枚蛋。藍磯鶇是雜食性的，除了昆蟲和小型爬行動物外，還吃多種漿果和種子。

## 文化
音樂家奧立佛·梅湘創作的鋼琴獨奏曲集《鳥類圖誌》中的第3曲以藍磯鶇為題。

## 圖集

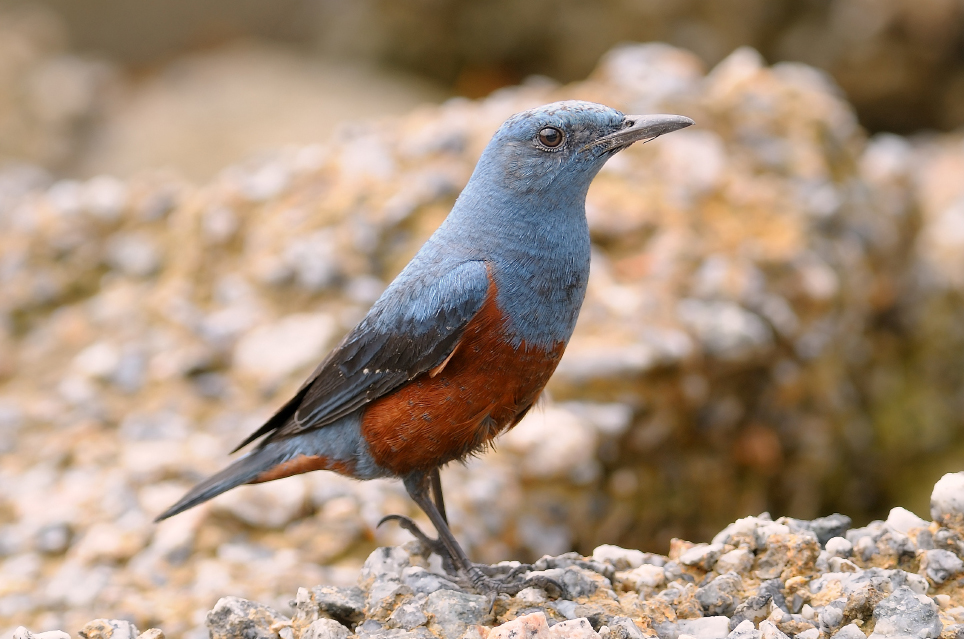
雄鳥 M. s. philippensis
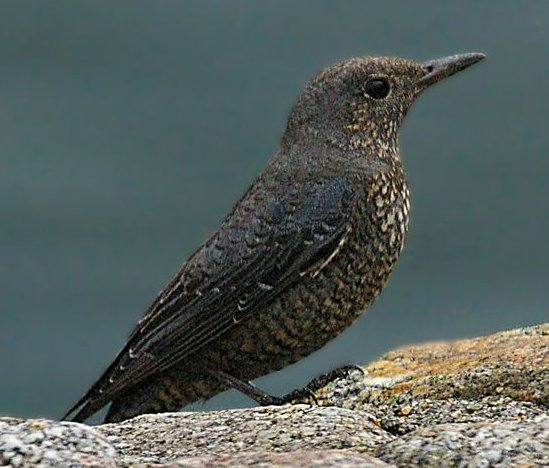
雌鳥, 冬季, 屋久島, 日本
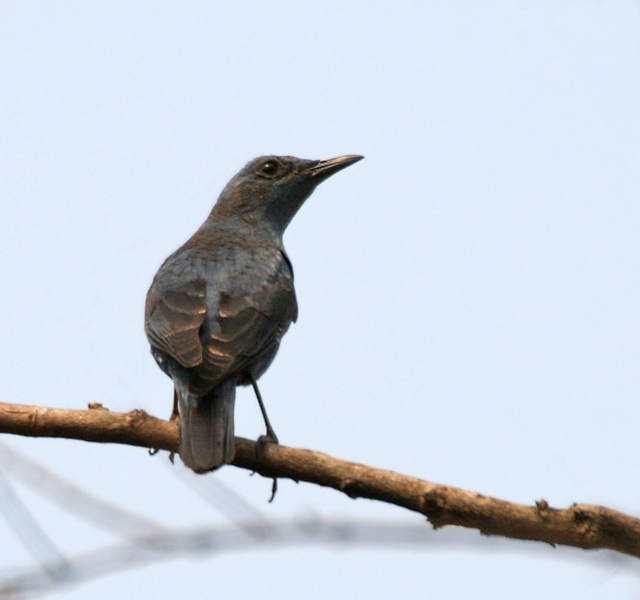
雄鳥, 繁殖羽, pandoo亞種, 印度東北
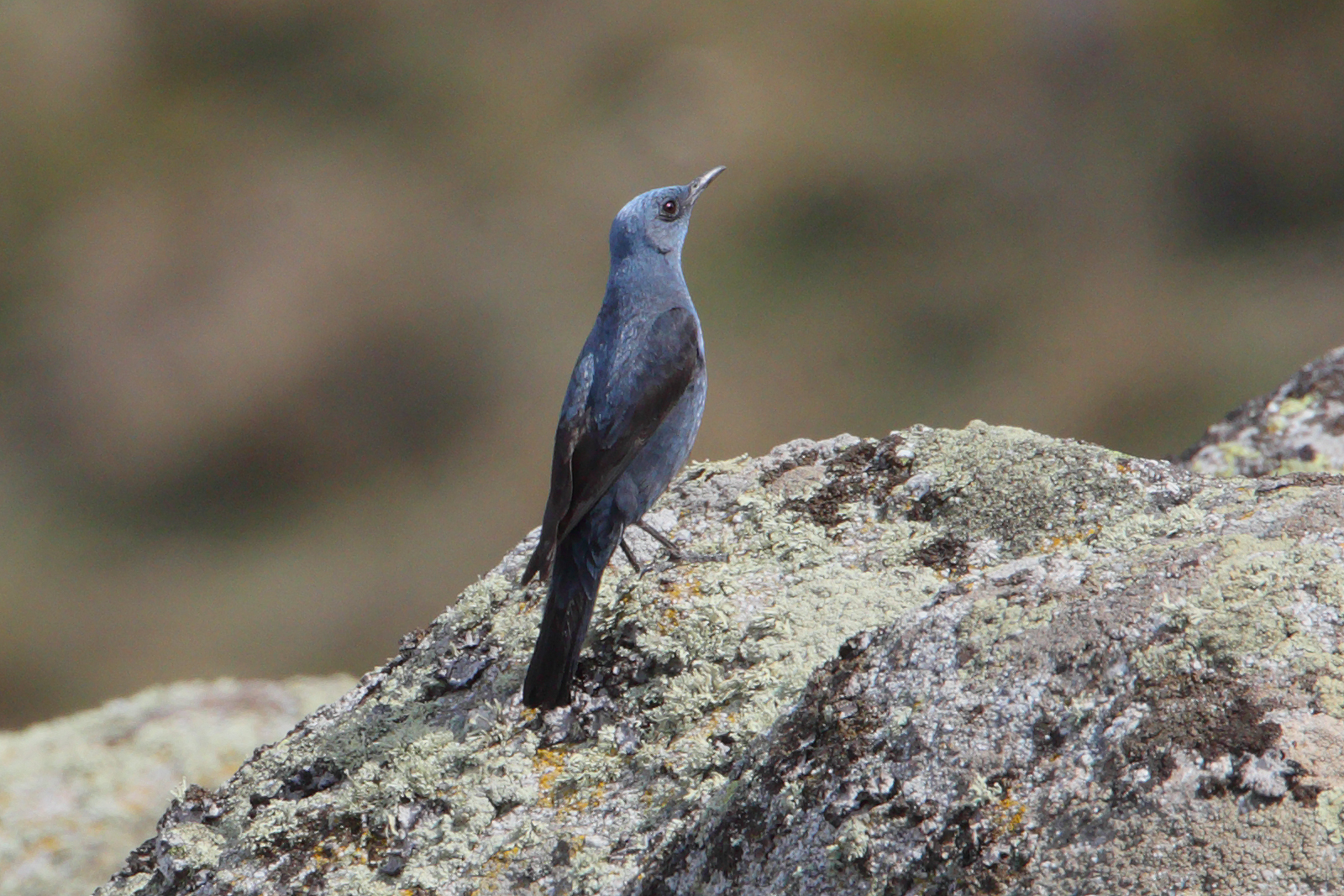
雄鳥, 冬季後期, 西班牙
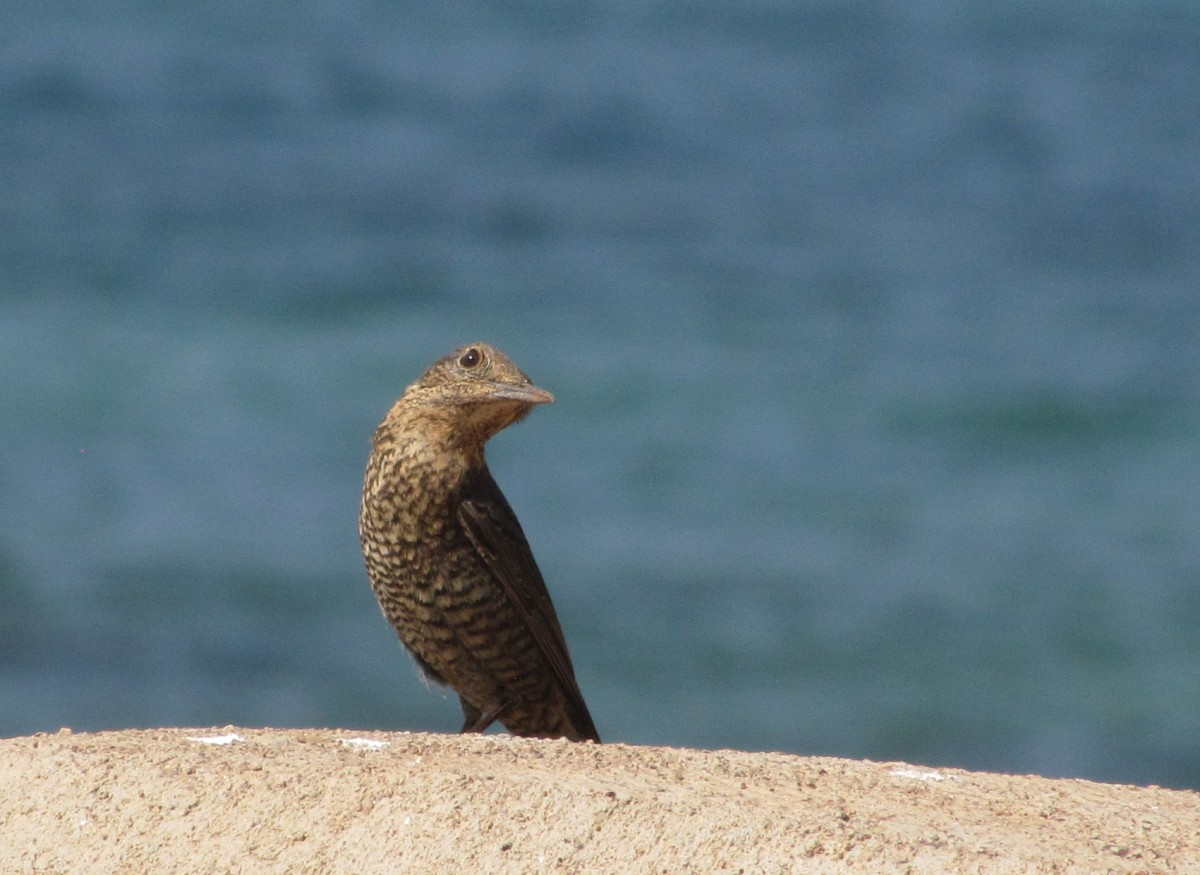
雌鳥, 冬季後期, 馬哈拉施特拉邦, 印度
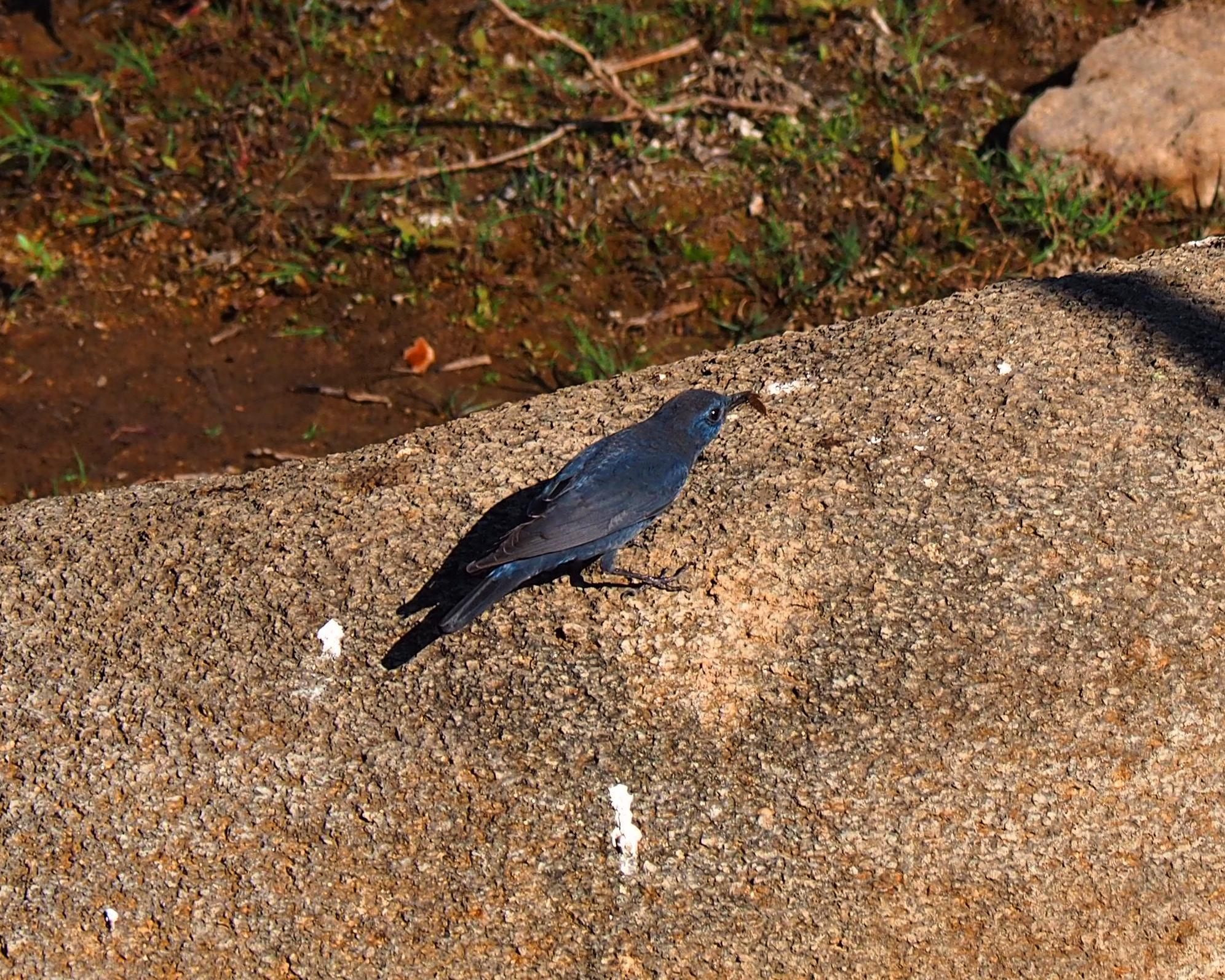
雄鳥, 12月, 卡纳塔卡邦, 印度
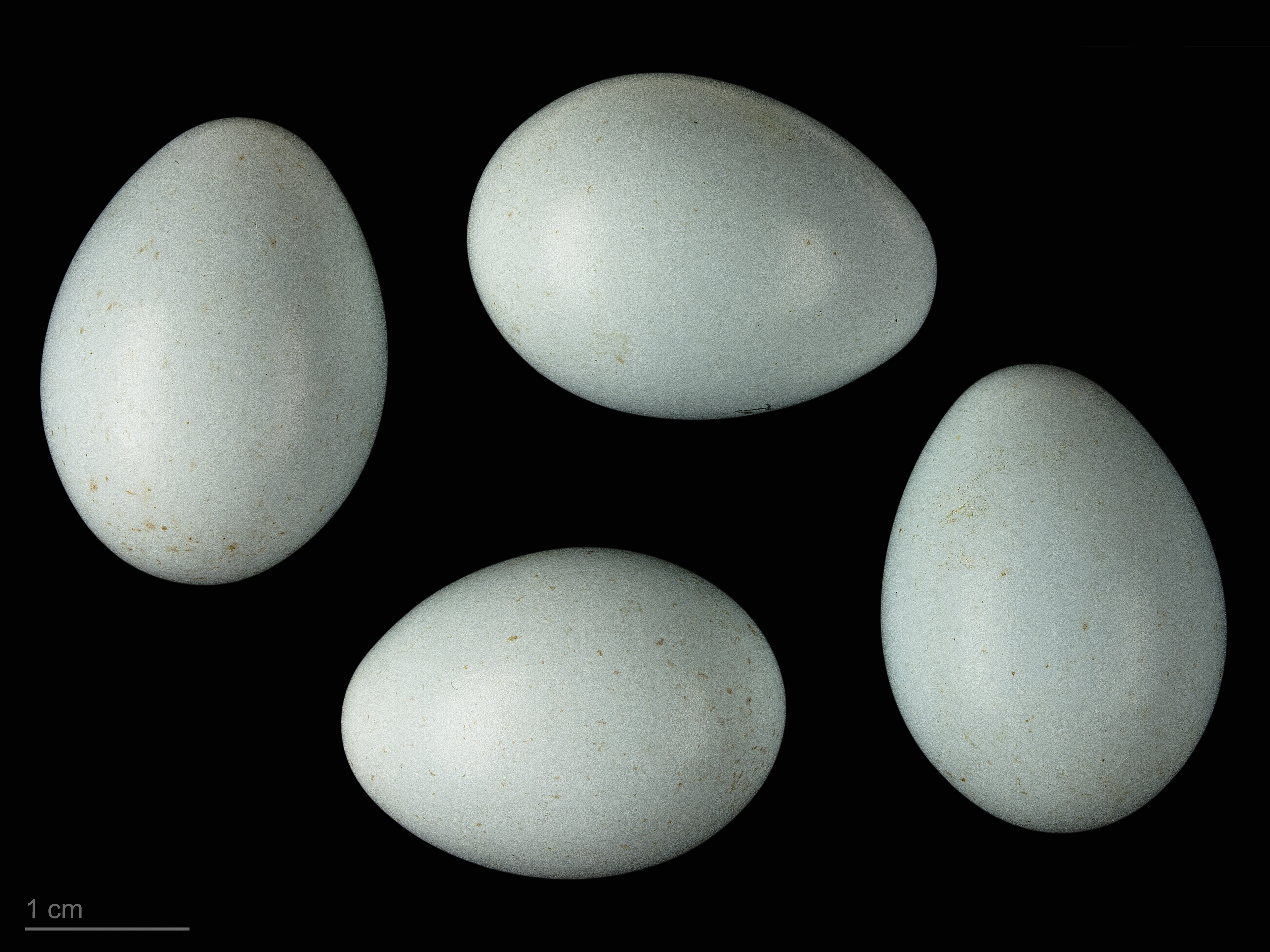
卵 Monticola solitarius solitarius
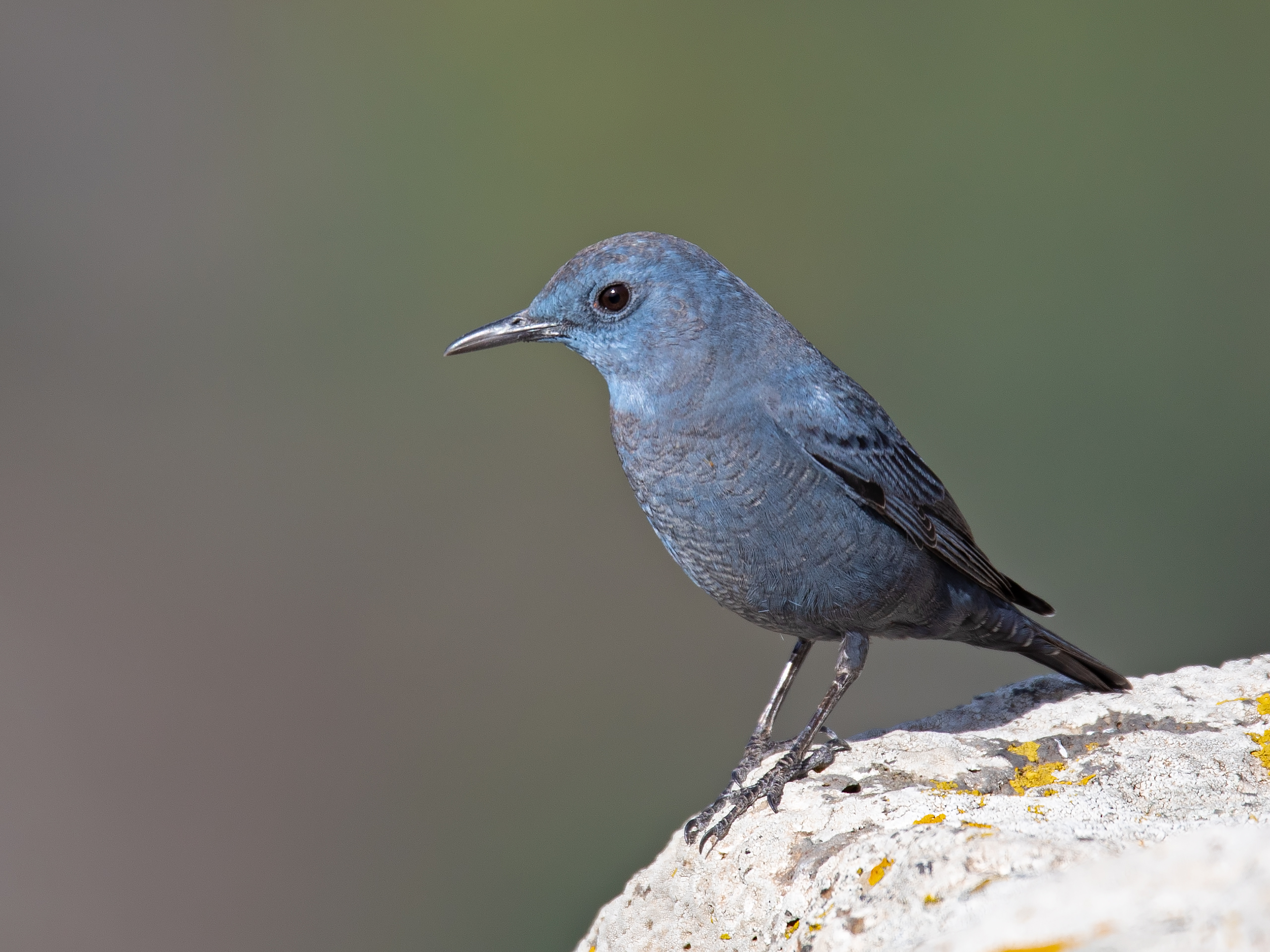
一月的雄鳥，加姆拉自然保護區，以色列
- 覓食中的雄鳥 日本